# Михайлівка (Степівська сільська громада)
Михайлівка — село в Україні, у Степівській сільській громаді Миколаївського району Миколаївської області. Населення становить 1456 осіб.

## Географія
На північно-західній околиці села бере початок одна з приток річки Солонихи.

## Історія
Село було засноване на початку 1924 року 24 сім'ями переселенців з Чернігівщини в кількості 120 осіб. Першим заняттям поселенців стало землеробство. Пізніше стали розводити худобу, зокрема корів південної степової породи. Новий населений пункт було вирішено назвати Улянівкою. За народною етимологією, через те, що в поселенні було багато жінок на ім'я Уляна. За офіційною, на честь вождя пролетарської революції В. І. Леніна (Ульянова). Крім цього необхідно зазначити що в селі існує легенда про першопоселенку, котра померла невдовзі після переселення — Уляну Москаленко і на честь котрої назвали хутір.
Восени 1924 року в селі організували школу. Навчання проводили в одній з сільських землянок, вчителями були житель села Зелений Гай вчитель К. І. Іващенко, допомагав йому колоніст Теобольд. В негоду вчителів підміняв найдосвідченіший з жителів молодого села К. І. Грищенко.
На 1941 рік в селі мешкало 280 осіб. В серпні до села увійшли німецько-румунські війська. В Ульянівці окупаційна влада знищила велику циганську громаду, значна частина поселян змушена була покинути село. Окупаційна влада організувала на хуторі державну ферму, до якої увійшли землі та худоба місцевих німців. 28 березня 1944 року село було звільнене.
Село починає активно відбудовуватися. В 1951 році зроблено спробу перепрофілювати радгосп на вирощування бавовни, але в умовах українського степу ця спроба зазнала невдачі. В середині 50-х насаджуються виноградники, сад. Число жителів доходить до 836 осіб.
В 1954 році в селі відкривається власна семирічна школа. За парти сідають 130 учнів. Першим директором школи працює Бабуха А. Л. З 1960 року школа стає восьмирічною. В 10 клас учні їздять до с. Кринички.
В 1961 році в Улянівці створено сільську раду. До її складу увійшли села Червоне Поле, Зелений Гай та Степове.
Періодом економічного розквіту для населеного пункту прийшовся на 80-ті роки ХХ століття. В цей період в селі було побудовано нову середню школу. Радгосп виробляє 4270 т. зерна, 460 т. соняшнику, понад 150 т. сої. Поливні землі давали щорічно 3100 т. овочів.
В 1991 році в селі відкрито церкву в ім'я святого Архістратига Михаїла.
У 1996 році у зв'язку з реформуванням аграрного сектору радгосп ім. Тельмана реорганізований у відкрите акціонерне товариство. Землі підприємства розпайовані. В цей же час було утворено такі нові фермерські господарства як: «Лютік», «Агролад», «Ульянівське», «Добробут», «Берегиня».
Постановою Верховної Ради України «Про перейменування деяких населених пунктів» від 12 травня 2016 року № 1353-VIII село Улянівка Миколаївського району перейменовано на село Михайлівка.

## Символіка
Символіку села затверджено рішенням №15 сорок шостої (позачергової) сесії депутатів восьмого скликання Михайлівської сільської ради від 26 червня 2020 року.

### Герб
Герб села Михайлівка має форму щита іспанського типу перетятого та напіврозділеного на три частини. Більша ліва частина несе в собі зображення Архістратига Михаїла на блакитному фоні, котрий у верхній частині обрамлений срібною фігурою у формі церковного купола. Права напіврозділена частина у собі несе у верхній частині зображення золотого снопа перев’язаного червоною стрічкою на зеленому фоні, у нижній частині золоте зображення голови червоної степової корови на червоному фоні, збагачене традиційним орнаментом.
Щит обрамлено декоративним золотим картушем і увінчано золотою сільською короною у вигляді п’яти колосків. Під картушем розташована стрічка з назвою села та роком його заснування, поруч розміщено декоративний елемент у вигляді калини.

### Прапор
Прапор села Михайлівка квадратне полотнище поділене на чотири рівні частини синю, білу, зелену та білу. У лівій верхній синій частині розміщено зображення золотого церковного купола увінчаного хрестом. У правій нижній зеленій частині розміщено зображення золотого снопа перев’язаного червоною стрічкою. Права верхня та ліва нижня частини – білі, зображень не несуть.